# Edward Butler
Edward Butler (Bickington, 1862-1940) was een Brits uitvinder. Hij bouwde het eerste Britse voertuig met een inwendige verbrandingsmotor, een tricycle.

De Velocycle was ontworpen door Edward Butler, die in eerste instantie door gebrek aan financiën niet verder dan het ontwerpstadium kwam. Als dat niet zo was geweest had Butler al in 1884, één jaar eerder dan Daimler, een motorvoertuig met een inwendige verbrandingsmotor gehad. De Velocycle had namelijk een tweetaktmotor.
Edward Butler was de eerste die het woord "Petrol" (benzine) gebruikte en is de uitvinder van de bougie, de ontstekingsmagneet, de bobine-ontsteking en de sproeiercarburateur.

## Edward Butler
| {{{2}}} |

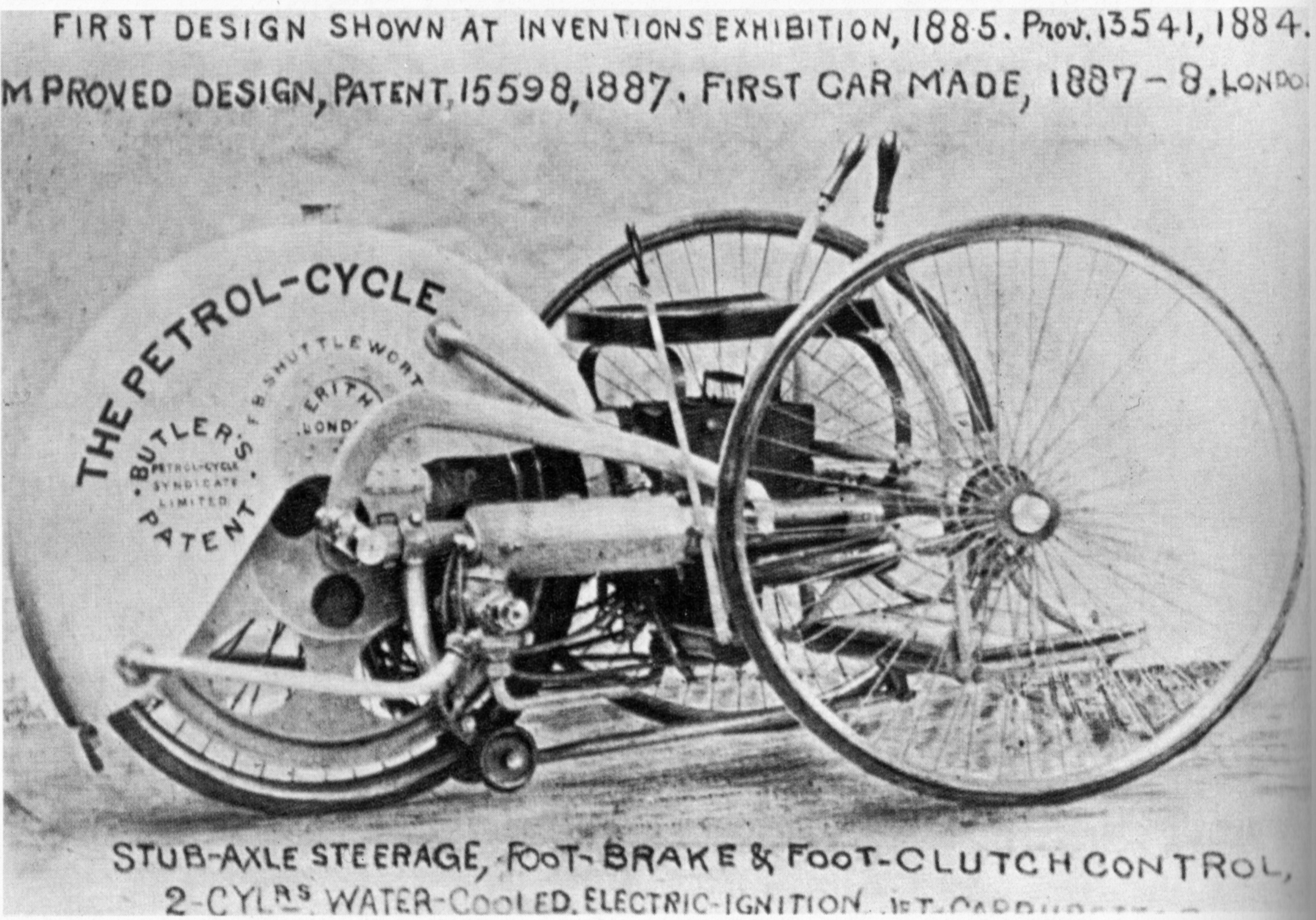
↑ De foto boven bevat veel informatie over de ontwikkeling van de machine van Butler. De handgeschreven boodschappen dateren van ná 14 november 1896.
- First design shown at Inventions Exhibition, 1885, prov. 13541, 1884: Dit verwijst naar het voorlopige patent, afgegeven voor alleen het ontwerp, in 1884.
- Improved design, patent 15598, 1887, first car made, 1887-8, London: Dit verwijst naar het uiteindelijke Britse patent nr. 15598, afgegeven voor het in augustus 1887 in Londen gebouwde eerste prototype.
- Stub-axle steerage, foot brake & foot clutch control, 2 CYLrs water-cooled, electric ignition, jet-carburettor: Verwijst naar de fuseebesturing, de voetbediende rem en koppeling (beide door het achterwiel op te tillen), 2 watergekoelde cilinders, elektrische ontsteking en sproeiercarburateur.
← De tweede foto toont Edward Butler met zijn Petrol-Cycle in 1889. Links en rechts staan opnieuw verwijzingen naar het patent en wat technische gegevens, maar ook wat "frustraties" van Butler, die zijn project stillegden. 9 Years before the repeal of Red Flag Act bijvoorbeeld: 9 Jaar voor de afschaffing van de Red Flag Act. Dit was de wet die de maximumsnelheid op 6 km/u bepaalde en elk sneller voertuig nutteloos maakte. Onder de foto (van mei 1889) staat dat de ontwikkeling 6 maanden later (november 1889) werd gestaakt.

Edward Butler werd in 1862 geboren als boerenzoon in Devon. In 1879 trad hij in dienst bij Brown and May, een stoommachinefabriek in North Wiltshire. Op zijn 18e woonde hij in een kosthuis in Bickington, waar hij als monteur werkte, maar later dat jaar vertrok hij naar Londen, waar hij bij een machinefabriek in dienst trad. In 1886 trouwde hij met Kate ("Kitty") Gildersleeves. Ze kregen een zoon: Eric. Kitty wordt beschouwd als de eerste vrouwelijke motorrijder. In 1891 woonde het gezin in Greenwich, waar ook Merryweather & Sons gevestigd was. In 1900 werkte hij waarschijnlijk bij Clarke, Chapman And Co. in Gateshead, een bedrijf gespecialiseerd in marine- en elektrotechniek en boilers. In 1901 woonde de familie Butler met een bediende aan Coatsworth Road in Gateshead en werkte Edward als mechanisch en elektrotechnisch ingenieur.
Hij schreef een aantal artikelen en boeken:
- Carburettors, Vaporizers, Valves (1909)
- Oil Fuel: Its Supply, Composition and Application
- Evolution of the Internal Combustion Engine (1912)
- The Vapourizing of Paraffin for High-Speed Motors (Electric Ignition Type) (1917)
- Internal Combustion Engine Design and practice (1920)

## de Velocycle

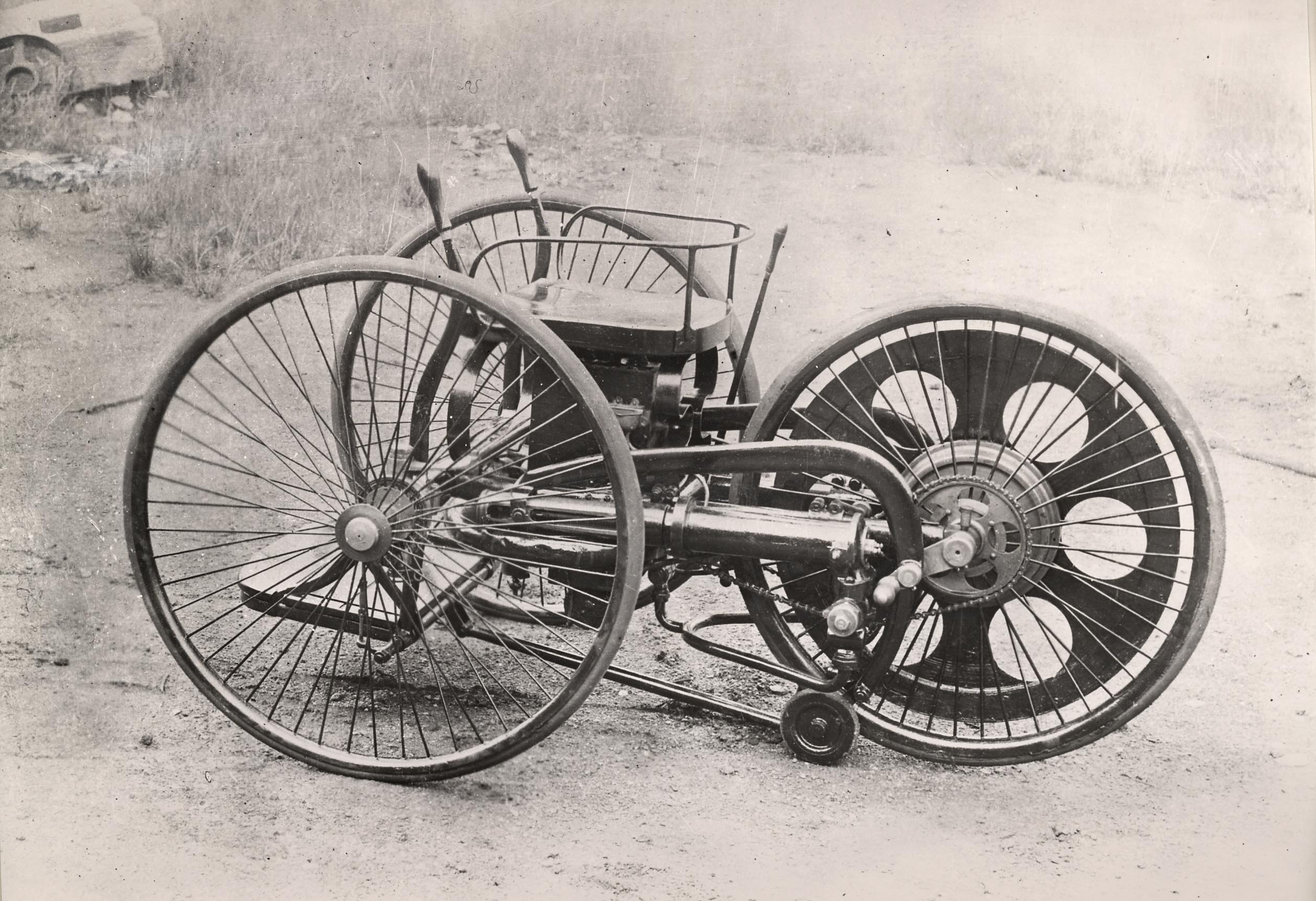
Butler's Patent Velocycle zonder het grote achterspatbord dat als koelwaterreservoir diende. De schijf in het achtwiel diende mogelijk om dit wiel te verzwaren en zo vliegwielwerking te creëren als de motor stationair liep. Het achterwiel was dan door de steunwielen van de grond getild.

In 1884 nam Butler een voorlopig patent op "A petroleum motor tricycle or small automobile carriage since it is not provided with auxiliary pedalling gear and was fitted with a comfortable seat and footboard." De machine, die alleen nog op papier bestond, noemde hij "Velocycle". Tijdens de Olympia Show van 1884 toonde hij zijn plannen, twee jaar eerder dan Carl Benz, maar hij kon geen investeerder vinden om de machine daadwerkelijk te bouwen. In 1885 werden de plannen van Butler weer tentoongesteld, op de Inventions Exhibition. De machine werd echter pas in 1887 gebouwd, waarschijnlijk door Edward Butler zelf, maar in de machinefabriek van F.B. Shuttleworth in Erith (Kent). Deze machine had een tweecilinder tweetaktmotor met een boring van 57 mm en een slag van 203 mm. De cilinderinhoud bedroeg dus 1.036 cc. De cilinders zaten aan weerszijden van het achterwiel. De verbranding vond aan de achterkant van de cilinders plaats, de voorkant werkte als vulpomp. De ontsteking werkte aanvankelijk met een door Butler zelf ontwikkeld elektrostatisch systeem, later met een vonkinductor en een accu. Aan de voorkant van de zuigers zat een drijfstang met een buitenliggende verbindingsstang die over de cilinders heen naar achteren liep en via een eveneens buitenliggende krukas het achterwiel aandreef. Omdat de machine niet aangefietst kon worden, zat aan de krukas een handgreep om het achterwiel aan te slingeren. Daarvoor moest de chauffeur via een pedaal twee steunwielen laten zakken, die het achterwiel optilden. Als de motor liep werden de steunwielen weer opgetild, het draaiende achterwiel zakte op de grond en de machine reed - onzacht en met enige slip van de achterband - weg. Sturen ging via hendels die met de voorwielen verbonden waren. De motor draaide maximaal 100 tpm en het voertuig had een topsnelheid van 19 km/h. 

## de Petrol-Cycle
De machine die bij Shuttleworth werd gebouwd refereerde al aan "Butlers Petrol-Cycle Syndicate Limited Patent", waaruit blijkt dat de naam "Petrol-Cycle" al overwogen werd. Het tweede voertuig werd in 1888 gebouwd bij Merryweather & Sons in Greenwich, een bedrijf dat gespecialiseerd was in stoompompen voor brandbestrijding en stoomtrams. De machine was duidelijk verbeterd. Ze had nu een viertaktmotor met een veel kleinere cilinderinhoud, die 400 en later 600 tpm kon draaien. Het achterwiel werd nu door een planetair tandwielstelsel in een verhouding van 6:1 aangedreven en het starten gebeurde met perslucht. Er waren wel drie mensen nodig om de machine te starten. Net als de eerste machine was er al een sproeiercarburateur toegepast, een van de vele uitvindingen van Butler en vijf jaar eerder dan de sproeiercarburateur van Wilhelm Maybach. Een rem was er nog steeds niet: het voertuig werd gestopt door het aangedreven achterwiel van de grond te tillen met het hevelsysteem.

## Einde van de ontwikkeling
Butlers driewieler kreeg in Engeland veel tegenwerking, eerst door de zeer lage snelheidslimieten van de Locomotive Act 1865 (Red Flag Act) (3 km/uur binnen de bebouwde kom en 6 km/uur erbuiten!) en daarna doordat zijn financiers de tweetaktmotor liever als stationaire motor en in boten wilden gebruiken. De Petrol-Cycle liep inmiddels al 19 km/uur. Op 12 december 1890 schreef Butler aan het English Mechanic journal:
"..the authorities do not countenance its use on the roads, and I have abandoned in consequence any further development of it."
Op 7 april 1900 schreef hij "The Autocar":
"Now that public attention is being drawn to the early attempts of the two German pioneers, Benz and Daimler, I trust that you may find space in your journal for an illustration of a small petrol vehicle, which I believe was absolutely the first made in this country, and if I could have interested any one to finance it when the drawings were exhibited at the Stanley Show in 1884, and the following year at the Inventions Exhibition, I should have been contemporaneous, if not earlier than either of them. Although I cannot claim to have done very much in the light of the present enormous development of the automotor trade, it may have been forgotten that I carried out a series of experiments in the perfecting of a motor vehicle at a time when progress was much hindered by the prejudice and want of interest - the motor part of which has been since used in many types of engines for industrial purposes. " .
In 1896 veroorzaakte Butler het eerste ongeluk met een motorvoertuig in Erith: tijdens een proefrit schrok een bakkerspaard "welk incident een einde maakte aan mijn ritten op de weg buiten de scheepswerf van Shuttleworth". In hetzelfde jaar besloot hij zijn Petrol-Cycle tot schroot te verwerken en de patenten verkocht hij aan Harry John Lawson, die de motor bleef produceren als aandrijving van motorboten. Butler ging stationaire motoren en scheepsmotoren maken.
Butlers Petrol-Cycle Syndicate ging failliet en ondanks een reddingsoperatie van de British Motor Traction Company viel het doek in 1897. 